# Hestina nigrivena
Hestina nigrivena är en fjärilsart som beskrevs av John Henry Leech. Hestina nigrivena ingår i släktet Hestina och familjen praktfjärilar. Inga underarter finns listade i Catalogue of Life.